# Selección de fútbol de Irak
La selección de fútbol de Irak (en árabe: منتخب العراق لكرة القدم‎) es el equipo representativo del país en las competiciones oficiales. Su organización está a cargo de la Federación Iraquí de Fútbol, perteneciente a la Confederación Asiática de Fútbol.

## Logros

### Clasificación para México 86
El fútbol es un deporte muy popular en Irak, y su práctica se ha incrementado en gran forma, sobre todo a partir de los años ochenta. Pero especialmente tras la caída del régimen de Saddam Hussein. En 1985 consiguió su mayor logró al obtener la clasificación para la Copa Mundial de Fútbol de 1986 a pesar de tener que jugar todos sus partidos de local en terreno neutral por culpa de la guerra Irán-Irak. En dicho Mundial, la selección iraquí quedó eliminada en la primera ronda tras caer ante Paraguay (0-1), Bélgica (1-2) y con el anfitrión, México (0-1).

### Juegos Olímpicos de Atenas 2004
A pesar de la guerra que Estados Unidos desarrollaba en Irak, obtuvo la cuarta posición en los Juegos Olímpicos de Atenas 2004 con la selección nacional sub-23 dirigida por el iraquí Adnan Hamad en el torneo olímpico de fútbol. No logró llegar al podio, debido a que perdió en semifinales contra Paraguay, y más tarde contra Italia en la lucha por el bronce. Aunque dejó una grata impresión de cara al futuro en el fútbol iraquí.

### Título en la Copa Asiática 2007
Las promesas suscitadas en los Juegos Olímpicos de Atenas se concretaron 3 años después durante la Copa Asiática 2007 al vencer en Yakarta a Arabia Saudita por 1-0, merced al gol de la gran promesa iraquí Younis Mahmoud en la final del certamen, consiguiendo así su primer título. Previamente, habían logrado derrotar a las selecciones de Vietnam (país anfitrión) y Corea del Sur en cuartos de final y semifinales, respectivamente.
Gracias a esa conquista, Irak logró clasificarse para la Copa FIFA Confederaciones 2009, evento en el que consiguió sendos empates por 0-0 ante la anfitriona, Sudáfrica, y Nueva Zelanda, cayendo por la mínima diferencia ante la campeona europea, España.

## Últimos partidos y próximos encuentros
Actualizado al último partido jugado el 10 de junio de 2025
| Fecha      | Ciudad           | Local          | Resultado | Visitante     | Competición                     |
| ---------- | ---------------- | -------------- | --------- | ------------- | ------------------------------- |
| 26-03-2024 | Manila           | Filipinas      | 0:5       | Irak          | Clasificación Copa Mundial 2026 |
| 06-06-2024 | Yakarta          | Indonesia      | 0:2       | Irak          | Clasificación Copa Mundial 2026 |
| 11-06-2024 | Basora           | Irak           | 3:1       | Vietnam       | Clasificación Copa Mundial 2026 |
| 05-09-2024 | Basora           | Irak           | 1:0       | Omán          | Clasificación Copa Mundial 2026 |
| 10-09-2024 | Cdad. de Kuwait  | Kuwait         | 0:0       | Irak          | Clasificación Copa Mundial 2026 |
| 10-10-2024 | Basora           | Irak           | 1:0       | Palestina     | Clasificación Copa Mundial 2026 |
| 15-10-2024 | Yongin           | Corea del Sur  | 3:2       | Irak          | Clasificación Copa Mundial 2026 |
| 14-11-2024 | Basora           | Irak           | 0:0       | Jordania      | Clasificación Copa Mundial 2026 |
| 19-11-2024 | Mascate          | Omán           | 0:1       | Irak          | Clasificación Copa Mundial 2026 |
| 22-12-2024 | Sulaibikhat      | Irak           | 1:0       | Yemen         | Copa del Golfo 24/25            |
| 25-12-2024 | Ciudad de Kuwait | Baréin         | 2:0       | Irak          | Copa del Golfo 24/25            |
| 28-12-2024 | Ciudad de Kuwait | Arabia Saudita | 3:1       | Irak          | Copa del Golfo 24/25            |
| 20-03-2025 | Basora           | Irak           | 2:2       | Kuwait        | Clasificación Copa Mundial 2026 |
| 25-03-2025 | Amán             | Palestina      | 2:1       | Irak          | Clasificación Copa Mundial 2026 |
| 05-06-2025 | Basora           | Irak           | 0:2       | Corea del Sur | Clasificación Copa Mundial 2026 |
| 10-06-2025 | Amán             | Jordania       | 0:1       | Irak          | Clasificación Copa Mundial 2026 |
| 11-10-2025 | Yeda             | Irak           | -:-       | Indonesia     | Clasificación Copa Mundial 2026 |
| 14-10-2025 | Yeda             | Arabia Saudita | -:-       | Irak          | Clasificación Copa Mundial 2026 |

## Estadísticas

### Copa Mundial de Fútbol
| Copa Mundial de Fútbol | Copa Mundial de Fútbol  | Copa Mundial de Fútbol  | Copa Mundial de Fútbol  | Copa Mundial de Fútbol  | Copa Mundial de Fútbol  | Copa Mundial de Fútbol  | Copa Mundial de Fútbol  |
| Año                    | Ronda                   | J                       | G                       | E                       | P                       | GF                      | GC                      |
| ---------------------- | ----------------------- | ----------------------- | ----------------------- | ----------------------- | ----------------------- | ----------------------- | ----------------------- |
| 1930                   | No existía la selección | No existía la selección | No existía la selección | No existía la selección | No existía la selección | No existía la selección | No existía la selección |
| 1934                   | No existía la selección | No existía la selección | No existía la selección | No existía la selección | No existía la selección | No existía la selección | No existía la selección |
| 1938                   | No existía la selección | No existía la selección | No existía la selección | No existía la selección | No existía la selección | No existía la selección | No existía la selección |
| 1950                   | No existía la selección | No existía la selección | No existía la selección | No existía la selección | No existía la selección | No existía la selección | No existía la selección |
| 1954                   | No existía la selección | No existía la selección | No existía la selección | No existía la selección | No existía la selección | No existía la selección | No existía la selección |
| 1958                   | No participó            | No participó            | No participó            | No participó            | No participó            | No participó            | No participó            |
| 1962                   | No participó            | No participó            | No participó            | No participó            | No participó            | No participó            | No participó            |
| 1966                   | No participó            | No participó            | No participó            | No participó            | No participó            | No participó            | No participó            |
| 1970                   | No participó            | No participó            | No participó            | No participó            | No participó            | No participó            | No participó            |
| 1974                   | No clasificó            | No clasificó            | No clasificó            | No clasificó            | No clasificó            | No clasificó            | No clasificó            |
| 1978                   | Se retiró               | Se retiró               | Se retiró               | Se retiró               | Se retiró               | Se retiró               | Se retiró               |
| 1982                   | No clasificó            | No clasificó            | No clasificó            | No clasificó            | No clasificó            | No clasificó            | No clasificó            |
| 1986                   | Fase de grupos          | 3                       | 0                       | 0                       | 3                       | 1                       | 4                       |
| 1990                   | No clasificó            | No clasificó            | No clasificó            | No clasificó            | No clasificó            | No clasificó            | No clasificó            |
| 1994                   | No clasificó            | No clasificó            | No clasificó            | No clasificó            | No clasificó            | No clasificó            | No clasificó            |
| 1998                   | No clasificó            | No clasificó            | No clasificó            | No clasificó            | No clasificó            | No clasificó            | No clasificó            |
| 2002                   | No clasificó            | No clasificó            | No clasificó            | No clasificó            | No clasificó            | No clasificó            | No clasificó            |
| 2006                   | No clasificó            | No clasificó            | No clasificó            | No clasificó            | No clasificó            | No clasificó            | No clasificó            |
| 2010                   | No clasificó            | No clasificó            | No clasificó            | No clasificó            | No clasificó            | No clasificó            | No clasificó            |
| 2014                   | No clasificó            | No clasificó            | No clasificó            | No clasificó            | No clasificó            | No clasificó            | No clasificó            |
| 2018                   | No clasificó            | No clasificó            | No clasificó            | No clasificó            | No clasificó            | No clasificó            | No clasificó            |
| 2022                   | No clasificó            | No clasificó            | No clasificó            | No clasificó            | No clasificó            | No clasificó            | No clasificó            |
| 2026                   | Por disputarse          | Por disputarse          | Por disputarse          | Por disputarse          | Por disputarse          | Por disputarse          | Por disputarse          |
| 2030                   | Por disputarse          | Por disputarse          | Por disputarse          | Por disputarse          | Por disputarse          | Por disputarse          | Por disputarse          |
| 2034                   | Por disputarse          | Por disputarse          | Por disputarse          | Por disputarse          | Por disputarse          | Por disputarse          | Por disputarse          |
| Total                  | 1/22                    | 3                       | 0                       | 0                       | 3                       | 1                       | 4                       |

### Copa Asiática
| Copa Asiática | Copa Asiática           | Copa Asiática           | Copa Asiática           | Copa Asiática           | Copa Asiática           | Copa Asiática           | Copa Asiática           |
| Año           | Ronda                   | J                       | G                       | E                       | P                       | GF                      | GC                      |
| ------------- | ----------------------- | ----------------------- | ----------------------- | ----------------------- | ----------------------- | ----------------------- | ----------------------- |
| 1956          | No existía la selección | No existía la selección | No existía la selección | No existía la selección | No existía la selección | No existía la selección | No existía la selección |
| 1960          | No participó            | No participó            | No participó            | No participó            | No participó            | No participó            | No participó            |
| 1964          | No participó            | No participó            | No participó            | No participó            | No participó            | No participó            | No participó            |
| 1968          | No participó            | No participó            | No participó            | No participó            | No participó            | No participó            | No participó            |
| 1972          | Fase de grupos          | 3                       | 0                       | 2                       | 1                       | 1                       | 4                       |
| 1976          | Cuarto lugar            | 4                       | 1                       | 0                       | 3                       | 3                       | 6                       |
| 1980          | Se retiró               | Se retiró               | Se retiró               | Se retiró               | Se retiró               | Se retiró               | Se retiró               |
| 1984          | Se retiró               | Se retiró               | Se retiró               | Se retiró               | Se retiró               | Se retiró               | Se retiró               |
| 1988          | Se retiró               | Se retiró               | Se retiró               | Se retiró               | Se retiró               | Se retiró               | Se retiró               |
| 1992          | No participó            | No participó            | No participó            | No participó            | No participó            | No participó            | No participó            |
| 1996          | Cuartos de final        | 4                       | 2                       | 0                       | 2                       | 6                       | 4                       |
| 2000          | Cuartos de final        | 4                       | 1                       | 1                       | 2                       | 5                       | 7                       |
| 2004          | Cuartos de final        | 4                       | 2                       | 0                       | 2                       | 5                       | 7                       |
| 2007          | Campeón                 | 6                       | 3                       | 3                       | 0                       | 7                       | 2                       |
| 2011          | Cuartos de final        | 4                       | 2                       | 0                       | 2                       | 3                       | 3                       |
| 2015          | Cuarto lugar            | 6                       | 2                       | 1                       | 3                       | 8                       | 9                       |
| 2019          | Octavos de final        | 4                       | 2                       | 1                       | 1                       | 6                       | 3                       |
| 2023          | Octavos de final        | 4                       | 3                       | 0                       | 1                       | 10                      | 7                       |
| 2027          | Clasificado             | Clasificado             | Clasificado             | Clasificado             | Clasificado             | Clasificado             | Clasificado             |
| Total         | 11/19                   | 43                      | 18                      | 8                       | 17                      | 54                      | 52                      |

### Copa FIFA Confederaciones
| Copa FIFA Confederaciones | Copa FIFA Confederaciones | Copa FIFA Confederaciones | Copa FIFA Confederaciones | Copa FIFA Confederaciones | Copa FIFA Confederaciones | Copa FIFA Confederaciones | Copa FIFA Confederaciones |
| Año                       | Ronda                     | J                         | G                         | E                         | P                         | GF                        | GC                        |
| ------------------------- | ------------------------- | ------------------------- | ------------------------- | ------------------------- | ------------------------- | ------------------------- | ------------------------- |
| 1992                      | No participó              | No participó              | No participó              | No participó              | No participó              | No participó              | No participó              |
| 1995                      | No participó              | No participó              | No participó              | No participó              | No participó              | No participó              | No participó              |
| 1997                      | No clasificó              | No clasificó              | No clasificó              | No clasificó              | No clasificó              | No clasificó              | No clasificó              |
| 1999                      | No clasificó              | No clasificó              | No clasificó              | No clasificó              | No clasificó              | No clasificó              | No clasificó              |
| 2001                      | No clasificó              | No clasificó              | No clasificó              | No clasificó              | No clasificó              | No clasificó              | No clasificó              |
| 2003                      | No clasificó              | No clasificó              | No clasificó              | No clasificó              | No clasificó              | No clasificó              | No clasificó              |
| 2005                      | No clasificó              | No clasificó              | No clasificó              | No clasificó              | No clasificó              | No clasificó              | No clasificó              |
| 2009                      | Fase de grupos            | 3                         | 0                         | 2                         | 1                         | 0                         | 1                         |
| 2013                      | No clasificó              | No clasificó              | No clasificó              | No clasificó              | No clasificó              | No clasificó              | No clasificó              |
| 2017                      | No clasificó              | No clasificó              | No clasificó              | No clasificó              | No clasificó              | No clasificó              | No clasificó              |
| Total                     | 1/10                      | 3                         | 0                         | 2                         | 1                         | 0                         | 1                         |

## Torneos regionales

### Campeonato de la WAFF
| Campeonato de la WAFF | Campeonato de la WAFF | Campeonato de la WAFF | Campeonato de la WAFF | Campeonato de la WAFF | Campeonato de la WAFF | Campeonato de la WAFF | Campeonato de la WAFF |
| Año                   | Ronda                 | J                     | G                     | E                     | P                     | GF                    | GC                    |
| --------------------- | --------------------- | --------------------- | --------------------- | --------------------- | --------------------- | --------------------- | --------------------- |
| 2000                  | Tercer lugar          | 5                     | 3                     | 2                     | 0                     | 10                    | 2                     |
| 2002                  | Campeón               | 4                     | 3                     | 1                     | 0                     | 6                     | 2                     |
| 2004                  | Cuarto lugar          | 4                     | 1                     | 0                     | 3                     | 4                     | 8                     |
| 2007                  | Subcampeón            | 4                     | 2                     | 1                     | 1                     | 5                     | 2                     |
| 2008                  | Se retiró             | Se retiró             | Se retiró             | Se retiró             | Se retiró             | Se retiró             | Se retiró             |
| 2010                  | Semifinales           | 3                     | 2                     | 0                     | 1                     | 6                     | 3                     |
| 2012                  | Subcampeón            | 4                     | 2                     | 1                     | 1                     | 4                     | 2                     |
| 2014                  | Fase de grupos        | 2                     | 0                     | 2                     | 0                     | 0                     | 0                     |
| 2019                  | Subcampeón            | 5                     | 3                     | 1                     | 1                     | 5                     | 3                     |
| 2023                  | Clasificado           | Clasificado           | Clasificado           | Clasificado           | Clasificado           | Clasificado           | Clasificado           |
| Total                 | 9/10                  | 31                    | 16                    | 8                     | 7                     | 40                    | 22                    |

### Copa de Naciones Árabe
| Copa de Naciones Árabe | Copa de Naciones Árabe | Copa de Naciones Árabe | Copa de Naciones Árabe | Copa de Naciones Árabe | Copa de Naciones Árabe | Copa de Naciones Árabe | Copa de Naciones Árabe |
| Año                    | Ronda                  | J                      | G                      | E                      | P                      | GF                     | GC                     |
| ---------------------- | ---------------------- | ---------------------- | ---------------------- | ---------------------- | ---------------------- | ---------------------- | ---------------------- |
| 1963                   | No participó           | No participó           | No participó           | No participó           | No participó           | No participó           | No participó           |
| 1964                   | Campeón                | 4                      | 3                      | 1                      | 0                      | 6                      | 2                      |
| 1966                   | Campeón                | 6                      | 5                      | 1                      | 0                      | 20                     | 5                      |
| 1985                   | Campeón                | 4                      | 3                      | 1                      | 0                      | 7                      | 3                      |
| 1988                   | Campeón                | 6                      | 2                      | 4                      | 0                      | 7                      | 2                      |
| 1992                   | Suspendido             | Suspendido             | Suspendido             | Suspendido             | Suspendido             | Suspendido             | Suspendido             |
| 1998                   | Suspendido             | Suspendido             | Suspendido             | Suspendido             | Suspendido             | Suspendido             | Suspendido             |
| 2002                   | Suspendido             | Suspendido             | Suspendido             | Suspendido             | Suspendido             | Suspendido             | Suspendido             |
| 2009                   | Cancelado              | Cancelado              | Cancelado              | Cancelado              | Cancelado              | Cancelado              | Cancelado              |
| 2012                   | Tercer lugar           | 5                      | 3                      | 1                      | 1                      | 6                      | 4                      |
| Copa Árabe de la FIFA  |                        |                        |                        |                        |                        |                        |                        |
| 2021                   | Fase de grupos         | 3                      | 0                      | 2                      | 1                      | 1                      | 4                      |
| Total                  | 6/11                   | 28                     | 16                     | 10                     | 2                      | 47                     | 20                     |

### Copa de Naciones del Golfo
| Copa de Naciones del Golfo | Copa de Naciones del Golfo | Copa de Naciones del Golfo | Copa de Naciones del Golfo | Copa de Naciones del Golfo | Copa de Naciones del Golfo | Copa de Naciones del Golfo | Copa de Naciones del Golfo |
| Año                        | Ronda                      | J                          | G                          | E                          | P                          | GF                         | GC                         |
| -------------------------- | -------------------------- | -------------------------- | -------------------------- | -------------------------- | -------------------------- | -------------------------- | -------------------------- |
| 1970                       | No participó               | No participó               | No participó               | No participó               | No participó               | No participó               | No participó               |
| 1972                       | No participó               | No participó               | No participó               | No participó               | No participó               | No participó               | No participó               |
| 1974                       | No participó               | No participó               | No participó               | No participó               | No participó               | No participó               | No participó               |
| 1976                       | Subcampeón                 | 7                          | 4                          | 2                          | 1                          | 23                         | 8                          |
| 1979                       | Campeón                    | 6                          | 6                          | 0                          | 0                          | 23                         | 1                          |
| 1982                       | Se retiró                  | Se retiró                  | Se retiró                  | Se retiró                  | Se retiró                  | Se retiró                  | Se retiró                  |
| 1984                       | Campeón                    | 7                          | 4                          | 2                          | 1                          | 12                         | 5                          |
| 1986                       | Sexto lugar                | 6                          | 1                          | 3                          | 2                          | 8                          | 9                          |
| 1988                       | Campeón                    | 6                          | 4                          | 2                          | 0                          | 8                          | 1                          |
| 1990                       | Se retiró                  | Se retiró                  | Se retiró                  | Se retiró                  | Se retiró                  | Se retiró                  | Se retiró                  |
| 1992                       | No participó               | No participó               | No participó               | No participó               | No participó               | No participó               | No participó               |
| 1994                       | No participó               | No participó               | No participó               | No participó               | No participó               | No participó               | No participó               |
| 1996                       | No participó               | No participó               | No participó               | No participó               | No participó               | No participó               | No participó               |
| 1998                       | No participó               | No participó               | No participó               | No participó               | No participó               | No participó               | No participó               |
| 2002                       | No participó               | No participó               | No participó               | No participó               | No participó               | No participó               | No participó               |
| 2003                       | No participó               | No participó               | No participó               | No participó               | No participó               | No participó               | No participó               |
| 2004                       | Fase de grupos             | 3                          | 0                          | 2                          | 1                          | 5                          | 7                          |
| 2007                       | Fase de grupos             | 3                          | 1                          | 1                          | 1                          | 2                          | 2                          |
| 2009                       | Fase de grupos             | 3                          | 0                          | 1                          | 2                          | 2                          | 8                          |
| 2010                       | Semifinal                  | 4                          | 1                          | 3                          | 0                          | 5                          | 4                          |
| 2013                       | Subcampeón                 | 5                          | 3                          | 1                          | 1                          | 7                          | 3                          |
| 2014                       | Fase de grupos             | 3                          | 0                          | 1                          | 2                          | 1                          | 4                          |
| 2017                       | Semifinal                  | 4                          | 2                          | 2                          | 0                          | 6                          | 2                          |
| 2019                       | Semifinal                  | 4                          | 2                          | 2                          | 0                          | 6                          | 3                          |
| 2023                       | Campeón                    | 5                          | 4                          | 1                          | 0                          | 12                         | 3                          |
| 2024                       | Fase de grupos             | 3                          | 1                          | 0                          | 2                          | 2                          | 5                          |
| 2026                       | Por definir                | Por definir                | Por definir                | Por definir                | Por definir                | Por definir                | Por definir                |
| Total                      | 15/27                      | 69                         | 33                         | 23                         | 13                         | 122                        | 65                         |

## Palmarés

### Selección absoluta
Continental
- Copa Asiática
  - Campeón (1): 2007.

Regional
- Copa de Naciones Árabe
  - Campeón (4): 1964, 1966, 1985 y 1988.
  - Tercer lugar (1): 2012.

- Copa de Naciones del Golfo
  - Campeón (4): 1979, 1984, 1988 y 2023.
  - Subcampeón (2): 1976 y 2013.

- Campeonato de la WAFF
  - Campeón (1): 2002.
  - Subcampeón (3): 2007, 2012 y 2019.
  - Tercer lugar: 2000.

- Juegos Panarábicos
  - Campeón (1): 1985.
  - Subcampeón (1): 1999.

- Amistosos
  - Copa Merlion (1): 1984.
  - Torneo Merdeka (2): 1981 y 1995.

## Escudos
A lo largo de la historia, las equipaciones de Irak suelen presentar la bandera iraquí, aunque el escudo de armas y el logotipo de la Asociación de Fútbol de Irak también han aparecido en ellas en el pasado. La selección nacional ha tenido ocasionalmente su propio logotipo, el primero de los cuales se usó entre 1982 y 1983. Este logotipo se basaba en la bandera iraquí, con la palabra "iraquí" escrita en la parte superior del escudo. Entre 2000 y 2002, el logotipo de la selección nacional presentaba un contorno verde con la palabra " Irak" escrita en la parte superior en texto árabe verde. En los Juegos de Asia Occidental de 2005, el equipo usó un nuevo logotipo con la banda roja de la bandera apareciendo en una gran forma de semicírculo, y en 2007, Irak volvió brevemente a usar el logotipo que había usado de 2000 a 2002. El 23 de octubre de 2020, se reveló el logotipo actual del equipo nacional, con una estrella sobre el escudo de 2021 a 2022 para conmemorar la victoria de la nación en la Copa Asiática de la AFC de 2007.

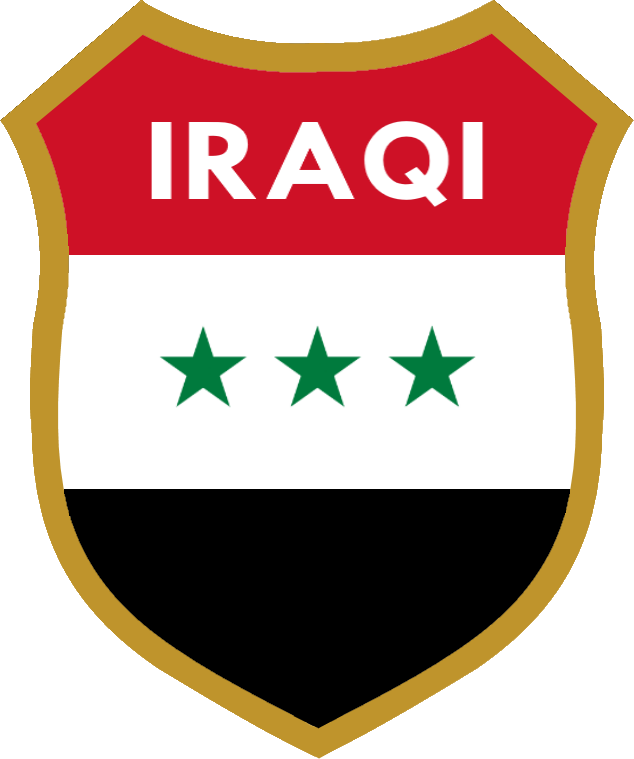
1982–1983
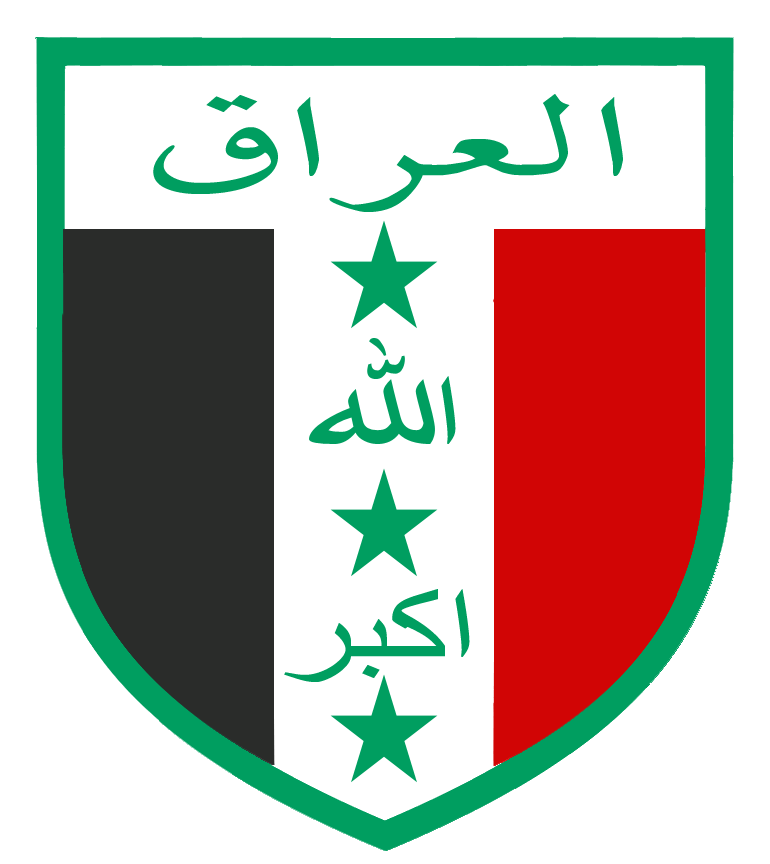
2000–2002, 2007
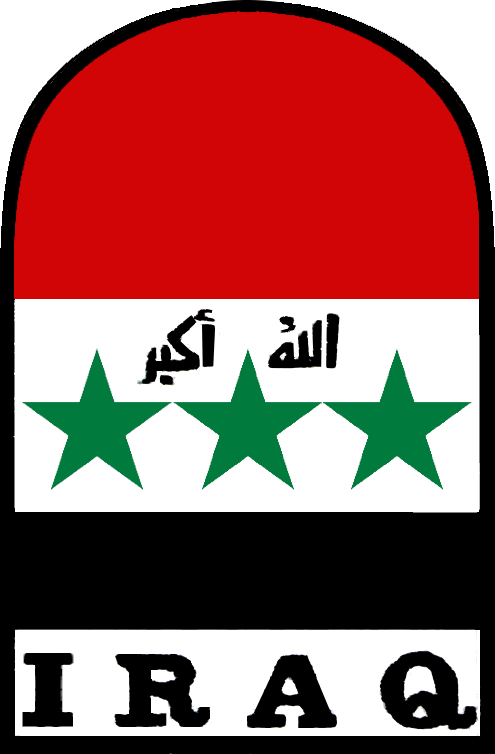
2005
2020–2021, 2022–presente
2021–2022

## Uniforme
- Uniforme titular: Camiseta, pantaloneta y medias verdes.
- Uniforme alternativo: Camiseta, pantaloneta y medias blancas.

### Indumentaria
| Periodo   | Marca        |
| --------- | ------------ |
| 1984-1986 | Umbro        |
| 1986-1994 | Adidas       |
| 1996      | Puma         |
| 2000      | Patrick      |
| 2003-2004 | JAKO         |
| 2004-2006 | Jack & Jones |
| 2006      | Diadora      |
| 2006      | Lotto        |
| 2007      | Adidas       |
| 2007      | Umbro        |
| 2008-2014 | PEAK         |
| 2014      | Adidas       |
| 2014-2019 | JAKO         |
| 2019-2020 | Givova       |
| 2020-2022 | Umbro        |
| 2022-2023 | JAKO         |
| 2024-     | Adidas       |

## Jugadores

### Última convocatoria
Lista de jugadores convocados para los partidos de la eliminatoria al mundial de Norteamérica 2026 los cuales fueron disputados en marzo de 2025.
| No. | Pos. | Jugador            | Fecha de nacimiento (edad)        | Apa. | Goles | Club                     |
| --- | ---- | ------------------ | --------------------------------- | ---- | ----- | ------------------------ |
| 1   | POR  | Ahmed Basil Fadhil | 19 de agosto de 1996 (28 años)    | 8    | 0     | Al-Shorta                |
| 12  | POR  | Jalal Hassan       | 18 de mayo de 1991 (34 años)      | 91   | 0     | Al-Zawraa                |
| 22  | POR  | Ali Kadhim         | 4 de noviembre de 1996 (28 años)  | 0    | 0     | Zakho                    |
|     | POR  | Kumel Al-Rekabe    | 19 de agosto de 2004 (20 años)    | 0    | 0     | Ariana                   |
|     |      |                    |                                   |      |       |                          |
| 2   | DEF  | Rebin Sulaka       | 12 de abril de 1992 (33 años)     | 49   | 1     | Erbil                    |
| 3   | DEF  | Hussein Ali        | 1 de marzo de 2002 (23 años)      | 19   | 1     | Heerenveen               |
| 4   | DEF  | Manaf Younis       | 16 de noviembre de 1996 (28 años) | 21   | 1     | Al-Shorta                |
| 5   | DEF  | Frans Putros       | 14 de julio de 1993 (32 años)     | 21   | 0     | Port                     |
| 6   | DEF  | Akam Hashim        | 16 de agosto de 1998 (26 años)    | 3    | 1     | Al-Shorta                |
| 13  | DEF  | Alai Ghasem        | 16 de febrero de 2003 (22 años)   | 9    | 0     | Örebro                   |
| 15  | DEF  | Ahmed Yahya        | 27 de mayo de 1997 (28 años)      | 10   | 0     | Al-Shorta                |
| 23  | DEF  | Merchas Doski      | 7 de diciembre de 1999 (25 años)  | 21   | 0     | Viktoria Plzeň           |
|     | DEF  | Charbel Shamoon    | 10 de febrero de 2004 (21 años)   | 1    | 0     | Western United           |
|     | DEF  | Adam Rasheed       | 10 de julio de 2006 (19 años)     | 0    | 0     | Maribor                  |
|     |      |                    |                                   |      |       |                          |
| 8   | MED  | Ibrahim Bayesh     | 1 de mayo de 2000 (25 años)       | 65   | 8     | Al-Riyadh                |
| 9   | MED  | Mohamed Al-Taay    | 15 de junio de 2000 (25 años)     | 4    | 0     | Western Sydney Wanderers |
| 11  | MED  | Zidane Iqbal       | 27 de abril de 2003 (22 años)     | 18   | 1     | Utrecht                  |
| 14  | MED  | Peter Gwargis      | 4 de septiembre de 2000 (24 años) | 3    | 0     | Dohuk                    |
| 16  | MED  | Amir Al-Ammari     | 27 de julio de 1997 (27 años)     | 40   | 2     | Cracovia                 |
| 17  | MED  | Ali Jasim          | 20 de enero de 2004 (21 años)     | 24   | 2     | Almere City              |
| 19  | MED  | Youssef Amyn       | 21 de agosto de 2003 (21 años)    | 19   | 2     | Al-Wehda                 |
| 20  | MED  | Osama Rashid       | 17 de enero de 1992 (33 años)     | 37   | 2     | Erbil                    |
| 21  | MED  | Haron Ahmed        | 24 de julio de 1994 (31 años)     | 0    | 0     | Dohuk                    |
|     | MED  | Amjad Attwan       | 12 de marzo de 1997 (28 años)     | 84   | 4     | Zakho                    |
|     | MED  | Lucas Shlimon      | 15 de febrero de 2003 (22 años)   | 4    | 0     | Örebro                   |
|     | MED  | Marko Farji        | 16 de marzo de 2004 (21 años)     | 2    | 0     | Strømsgodset             |
|     |      |                    |                                   |      |       |                          |
| 7   | DEL  | Ali Yousif         | 19 de enero de 1996 (29 años)     | 5    | 0     | Al-Zawraa                |
| 10  | DEL  | Mohanad Ali        | 20 de junio de 2000 (25 años)     | 57   | 21    | Al-Shorta                |
| 18  | DEL  | Aymen Hussein      | 22 de marzo de 1996 (29 años)     | 86   | 32    | Al-Wakrah                |
|     | DEL  | Ali Al-Hamadi      | 1 de marzo de 2002 (23 años)      | 14   | 3     | Stoke City               |

## Estadísticas

### Más partidos

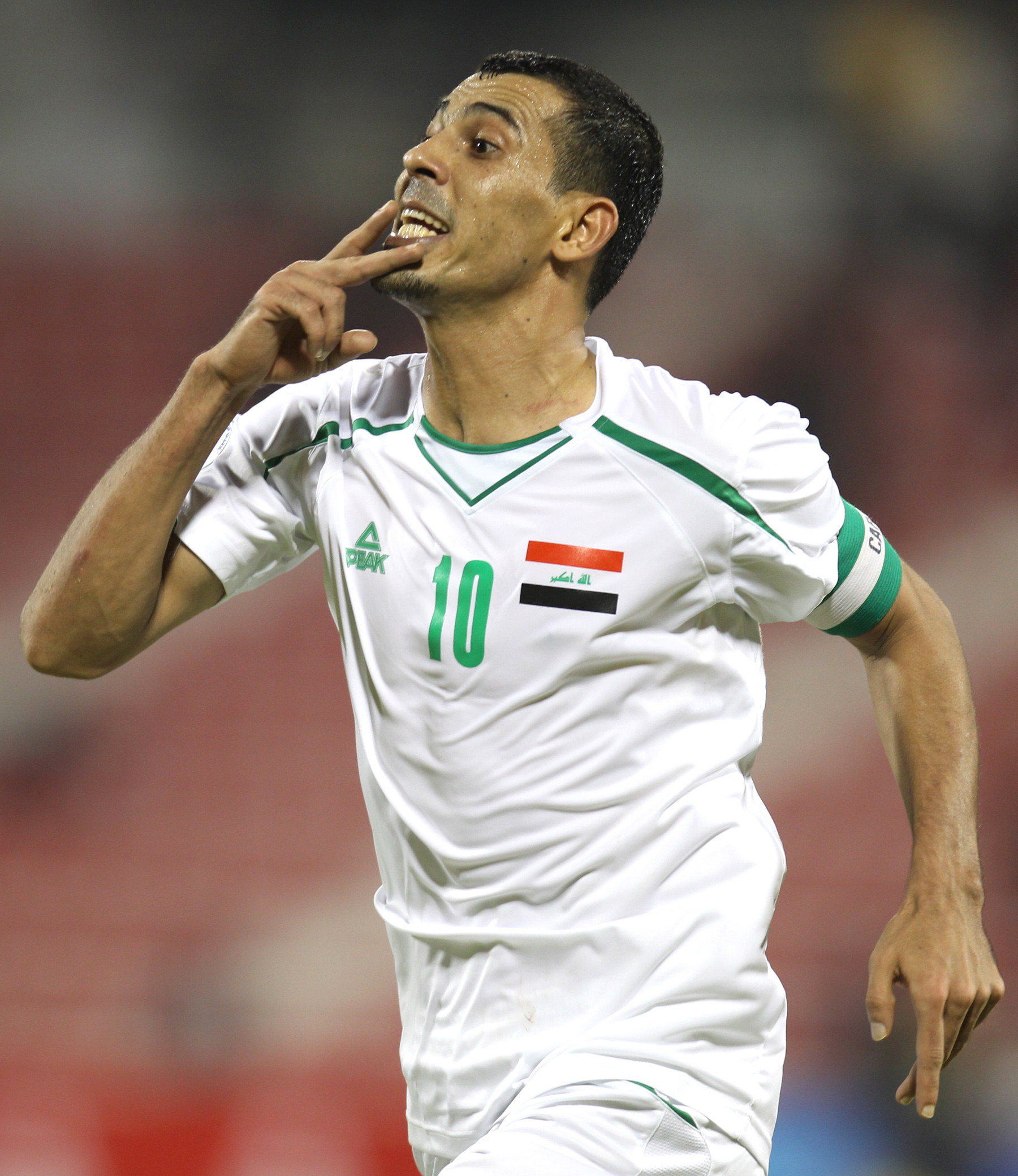
Younis Mahmoud es el jugador iraquí con más partidos internacionales de todos los tiempos, habiendo disputado 148 partidos oficiales.

Los jugadores en negrita, siguen en activo con la selección.
Actualizado en junio de 2024
| Posición | Jugador              | Partidos | Goles | Carrera   |
| -------- | -------------------- | -------- | ----- | --------- |
| 1        | Younis Mahmoud       | 148      | 57    | 2002–2016 |
| 2        | Hussein Saeed        | 137      | 78    | 1976–1990 |
| 3        | Alaa Abdul-Zahra     | 126      | 17    | 2007–2021 |
| 4        | Adnan Dirjal         | 121      | 8     | 1978–1990 |
| 4        | Ahmed Radhi          | 121      | 62    | 1982–1997 |
| 6        | Ahmed Ibrahim        | 118      | 5     | 2010–2022 |
| 7        | Hawar Mulla Mohammed | 113      | 20    | 2001–2012 |
| 7        | Nashat Akram         | 113      | 17    | 2001–2013 |
| 7        | Ali Rehema           | 113      | 2     | 2005–2016 |
| 10       | Mahdi Karim          | 110      | 11    | 2001–2018 |

### Goleadores

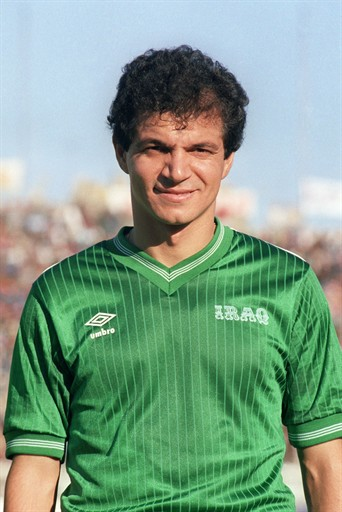
Hussein Saeed es el máximo goleador de todos los tiempos de Irak, habiendo marcado 78 goles en 137 partidos oficiales.

Los jugadores en negrita, siguen en activo con la selección.
Actualizado en junio de 2024
| Posición | Jugador              | Goles | Partidos | Ratio | Carrera       |
| -------- | -------------------- | ----- | -------- | ----- | ------------- |
| 1        | Hussein Saeed        | 78    | 137      | 0.57  | 1976–1990     |
| 2        | Ahmed Radhi          | 62    | 121      | 0.51  | 1982–1997     |
| 3        | Younis Mahmoud       | 57    | 148      | 0.39  | 2002–2016     |
| 4        | Ali Kadhim           | 35    | 82       | 0.43  | 1970–1980     |
| 5        | Falah Hassan         | 29    | 103      | 0.28  | 1970–1986     |
| 6        | Aymen Hussein        | 27    | 76       | 0.36  | 2015–presente |
| 7        | Emad Mohammed        | 27    | 103      | 0.26  | 2001–2012     |
| 8        | Razzaq Farhan        | 25    | 62       | 0.4   | 1998–2007     |
| 9        | Laith Hussein        | 21    | 80       | 0.26  | 1986–2002     |
| 10       | Mohanad Ali          | 20    | 48       | 0.42  | 2017–presente |
| 10       | Hawar Mulla Mohammed | 20    | 113      | 0.18  | 2001–2012     |

## Entrenadores
La siguiente es una lista de los entrenadores de la selección nacional iraquí.
- Dhia Habib (1950)
- William Cook (1955–1956)
- Ismail Mohammed (1957)
- Shawqi Aboud (1959)
- Hadi Abbas (1959)
- Cornel Drăgușin[7] (1962–1963)
- Adil Basher (junio 1963–noviembre 1964)
- Shawqi Aboud (julio–septiembre 1965)
- Adil Basher (marzo–abril 1966)
- Jalil Shihab (marzo 1967
- Ljubomir Kokeza (marzo 1969)
- Yuri Illichev (noviembre 1969–julio 1971)
- Adil Basher (septiembre 1971–enero 1972)
- Abdelilah Hassan (mayo 1972)
- Teleki Gyula (febrero–marzo 1973)
- Thamir Muhsin (agosto 1973)
- Wathiq Naji (febrero–junio 1974)
- Thamir Muhsin (agosto–septiembre 1974)
- Wathiq Naji (enero 1975)
- Danny McLennan (abril 1975)
- Lenko Grčić (junio 1976–enero 1977)
- Jamal Salih (julio 1977)
- Lenko Grčić (agosto 1977–julio 1978)
- Ammo Baba (diciembre 1978–febrero 1980)
- Wathiq Naji (febrero–marzo 1980)
- Anwar Jassim (junio–julio 1980)
- Vojo Gardašević (febrero–marzo 1981)
- Douglas Aziz (marzo 1981)
- Ammo Baba (agosto 1981–agosto 1984)
- Akram Salman (octubre 1984–junio 1985)
- Anwar Jassim (julio–agosto 1985)
- Wathiq Naji (septiembre 1985)
- Jorge Vieira (octubre–noviembre 1985)
- Eduardo Antunes Coimbra (febrero–marzo 1986)
- Zé Mário (marzo–abril 1986)
- Evaristo de Macedo (mayo–junio 1986)
- Akram Salman (julio 1986–octubre 1986)
- Ammo Baba (febrero 1987–junio 1988)
- Jamal Salih (julio 1988)
- Ammo Baba (julio 1988–enero 1989)
- Jamal Salih (enero–octubre 1989)
- Anwar Jassim (octubre 1989–marzo 1990)
- Yuri Morózov (julio–septiembre 1990)
- Myjaylo Fomenko (1991)
- Adnan Dirjal (agosto 1992–octubre 1993)
- Ammo Baba (octubre 1993)
- Anwar Jassam (marzo–julio 1995)
- Ammo Baba (agosto 1996)
- Yahya Alwan (noviembre 1996–junio 1997)
- Ayoub Odisho (junio 1997)
- Ammo Baba (agosto 1997)
- Akram Salman (noviembre 1998)
- Najih Humoud (junio 1999–noviembre 1999)
- Adnan Hamad (enero 2000–septiembre 2000)
- Milan Živadinović (octubre 2000)
- Adnan Hamad (enero–septiembre 2001)
- Rudolf Belin (septiembre 2001–enero 2002)
- Adnan Hamad (enero–septiembre 2002)
- Bernd Stange (octubre 2002–abril 2004)
- Adnan Hamad (abril 2004–enero 2005)
- Akram Salman (enero 2005–mayo 2007)
- Jorvan Vieira (mayo–julio 2007) [8]
- Egil Olsen (septiembre 2007–febrero 2008)
- Adnan Hamad (febrero–junio 2008)
- Jorvan Vieira (septiembre 2008–febrero 2009)
- Radhi Shenaishil (febrero–mayo 2009)
- Bora Milutinović (abril–junio 2009)
- Nadhim Shaker (julio 2009–noviembre 2009)
- Wolfgang Sidka (agosto 2010–agosto 2011)
- Zico (agosto 2011–noviembre 2012)
- Hakeem Shaker (diciembre 2012–febrero 2013)
- Vladimir Petrović (febrero–septiembre 2013)
- Hakeem Shaker (septiembre 2013–noviembre 2014)
- Radhi Shenaishil (diciembre 2014–febrero 2015)
- Akram Salman (febrero 2015–junio 2015)
- Yahya Alwan (agosto 2015–marzo 2016)
- Abdul-Ghani Shahad (marzo 2016)
- Radhi Shenaishil (abril 2016–abril 2017)
- Basim Qasim (mayo 2017–agosto 2018)
- Srečko Katanec (septiembre 2018–junio 2021)
- Dick Advocaat (julio 2021–noviembre 2021)
- Željko Petrović (noviembre 2021–febrero 2022)
- Abdul-Ghani Shahad (marzo 2022)
- Radhi Shenaishil (agosto 2022–noviembre 2022)
- Jesús Casas (noviembre 2022–abril 2025)
- Graham Arnold (mayo 2025–)